# Socjalizacja odwrotna
Socjalizacja odwrotna – zjawisko wdrażania starszego pokolenia przez młodsze w nowe warunki kulturowe (np. styl życia, moda, twórczość artystyczna). Ma ono miejsce w chwili szybkiej zmiany kulturowej.
Przykładem takiego zjawiska było np. wprowadzenie magnetowidów, kiedy dzieci musiały uczyć rodziców jak ustawić zegarek w tym urządzeniu tak, aby nie wskazywał zawsze godziny 00:00. Takich ludzi przyjęło się nazywać zeros (od czterech zer wskazywanych przed magnetowid).
Zobacz też:
- socjalizacja
- resocjalizacja
- kontrsocjalizacja
- socjalizacja antycypująca
- internalizacja

## Literatura
- Szacka Barbara, Wprowadzenie do socjologii, Warszawa 2002.